# Michaela Schabinger
Michaela Schabinger (geb. Stengl, jetzt Dirsch; * 23. März 1961 in Selingstadt, Heideck) ist eine ehemalige deutsche Sprinterin.

## Teilnahmen und Erfolge
Schabinger gewann 1982 die deutsche Juniorenmeisterschaft über 100 Meter.
1983 schied sie bei den Weltmeisterschaften in Helsinki mit der bundesdeutschen Mannschaft im Vorlauf der 4-mal-100-Meter-Staffel aus.
1984 wurde sie in der Halle Deutsche Vizemeisterin über 200 Meter und im Freien Vizemeisterin über 100 Meter.
Bei den Olympischen Spielen 1984 in Los Angeles erreichte sie über 200 Meter das Viertelfinale und kam in der 4-mal-100-Meter-Staffel auf den fünften Platz.
1988 war sie Teil der bundesdeutschen Stafette, die bei den Olympischen Spielen in Seoul im Vorlauf der 4-mal-400-Meter-Staffel ausschied.
Michaela Schabinger startete für den MTV Ingolstadt.

### Persönliche Bestzeiten
- 100 m: 11,55 s, 2. Juli 1988, München
- 200 m: 23,28 s, 26. Juni 1983, Bremen
  - Halle: 23,57 s, 11. Februar 1984, Stuttgart
- 400 m: 52,20 s, 21. August 1988, Köln